# Лавшук, Наталья Михайловна
Наталья Михайловна Лавшук (род. 22 февраля 1980) — российская легкоатлетка, специалистка по бегу на короткие и средние дистанции. Выступала на профессиональном уровне в 2000-х годах, член сборной России, чемпионка Универсиады в Тэгу, победительница Кубка Европы, победительница и призёрка первенств всероссийского значения. Представляла Москву. Мастер спорта России международного класса. Тренер по лёгкой атлетике.

## Биография
Наталья Лавшук родилась 22 февраля 1980 года в Москве.
Занималась лёгкой атлетикой под руководством заслуженного тренера России Матвея Марковича Телятникова.
Впервые заявила о себе на международном уровне в сезоне 1999 года, когда вошла в состав российской национальной сборной и выступила на юниорском европейском первенстве в Риге — выиграла серебряную медаль в индивидуальном беге на 400 метров и золотую в эстафете 4 × 400 метров.
В 2000 году на чемпионате России в Туле с командой Москвы стала бронзовой призёркой в эстафете 4 × 400 метров.
В 2001 году бежала 400 метров на молодёжном европейском первенстве в Амстердаме, в финале сошла с дистанции.
В 2002 году в 400-метровой дисциплине получила серебро на чемпионате мира среди военнослужащих в Тиволи.
В 2003 году в эстафете 4 × 400 метров одержала победу на Кубке Европы во Флоренции и на Всемирной Универсиаде в Тэгу.
На чемпионате России 2004 года в Туле взяла бронзу в программе бега на 800 метров.
В 2005 году выиграла эстафету 4 × 400 метров на чемпионате России в Туле, в беге на 800 метров выступила на Всемирной Универсиаде в Измире — не смогла пройти дальше предварительного квалификационного этапа.
В 2007 году выиграла серебряную медаль в эстафете 4 × 800 метров на зимнем чемпионате России в Волгограде.
Завершила спортивную карьеру по окончании сезона 2008 года.
За выдающиеся спортивные достижения удостоена почётного звания «Мастер спорта России международного класса».
Впоследствии занималась тренерской деятельностью, в 2009 году была назначена старшим тренером сборной России по резерву в группе выносливости.